# Rue Ordener
Koordinaten: 48° 54′ N, 2° 21′ O
Die Rue Ordener ist eine Straße im 18. Arrondissement von Paris.

## Lage
Die Straße ist mehr als 2 Kilometer lang und durchquert fast das ganze 18. Arrondissement. Sie beginnt im Nordwesten an der Rue Championnet und endet im Südosten an der Rue de la Chapelle. Etwa in der Mitte der Straße liegt das Rathaus des 18. Arrondissement gegenüber der Metrostation Jules Joffrin (Linie  ) und der Église Notre-Dame de Clignancourt.

## Namensursprung

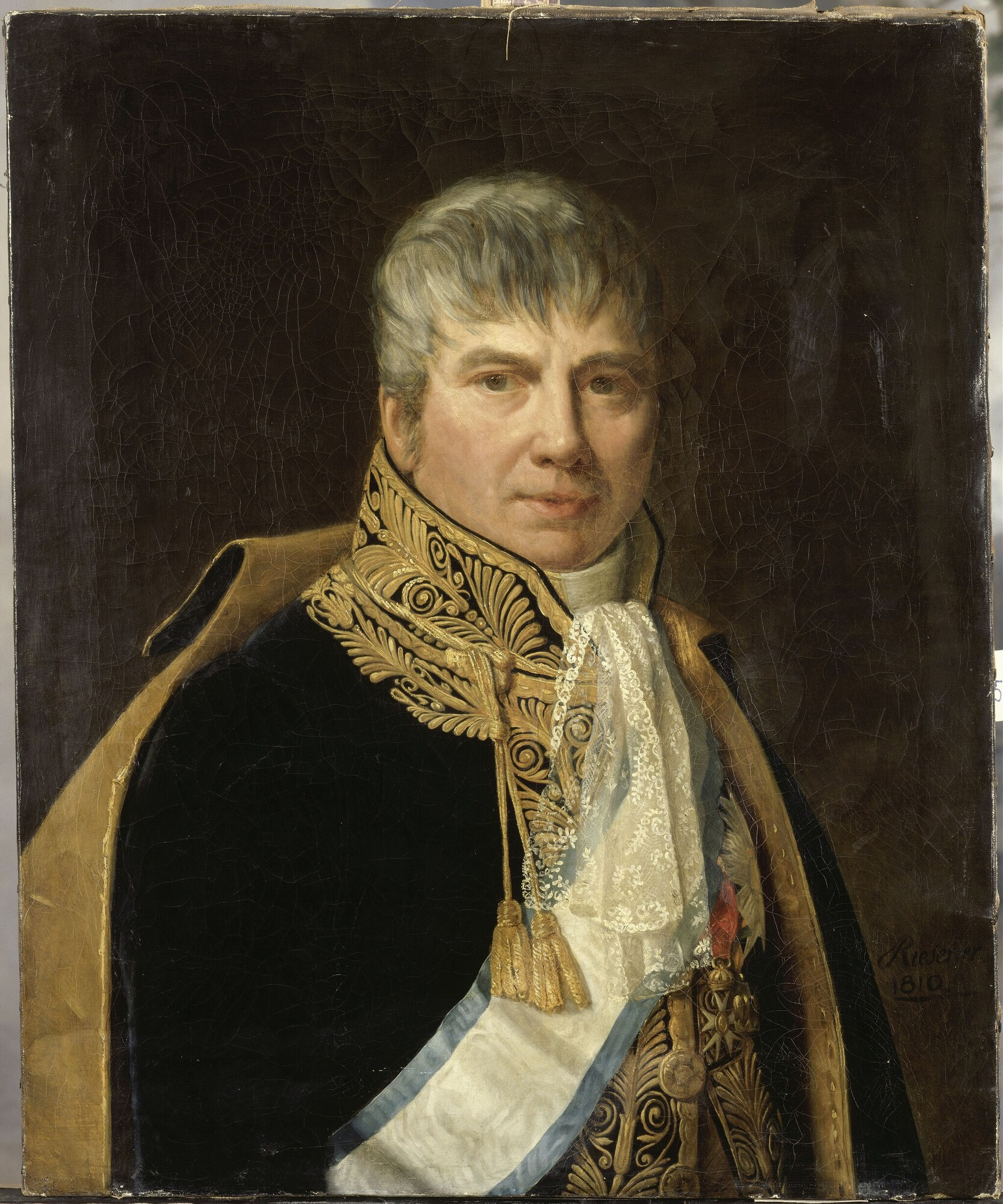
Michel Ordener

Die Straße ist nach Michel Ordener (1755–1811) benannt, einem General der Französischen Revolution und des Kaiserreichs.

## Geschichte
Die Straße in der ehemals selbständigen Gemeinde Montmartre setzte sich aus folgenden Abschnitten zusammen:
- Rue Marcadet zwischen der Rue de la Chapelle und der Rue Stephenson
- «Chemin dit de la Croix-Moreau», der aus der «Rue des Portes-Blanches» kam, zwischen der Rue de Clignancourt und der Rue du Poteau
- Rue des Cloÿs zwischen der Rue Damrémont und der Rue Championnet

1863 wurde sie dann in das Verzeichnis der Pariser Straßen aufgenommen, danach um den Abschnitt zwischen der Rue Stephenson und der Rue de Clignancourt verlängert und erhielt am 2. März 1867 ihren gegenwärtigen Namen.

## Sehenswürdigkeiten
- Nr. 189: Cité Montmartre-aux-artistes wird als das größte Künstlerhaus Europas bezeichnet. Es wurde 1929 vom Architekten Adolphe Thiers (1878–1957).[1]

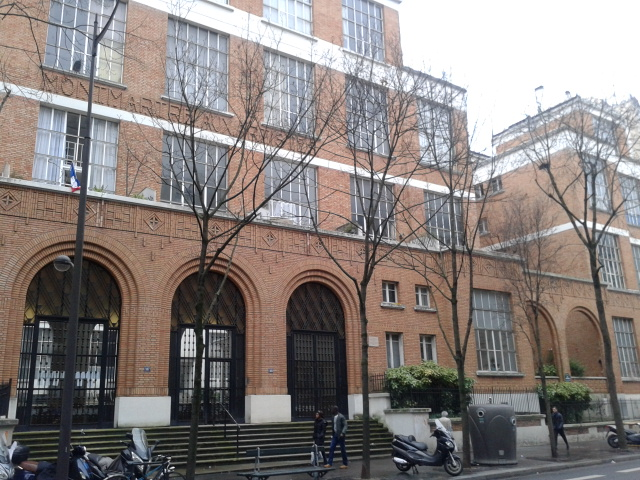
Nr. 189 Cité Montmartre-aux-artistes
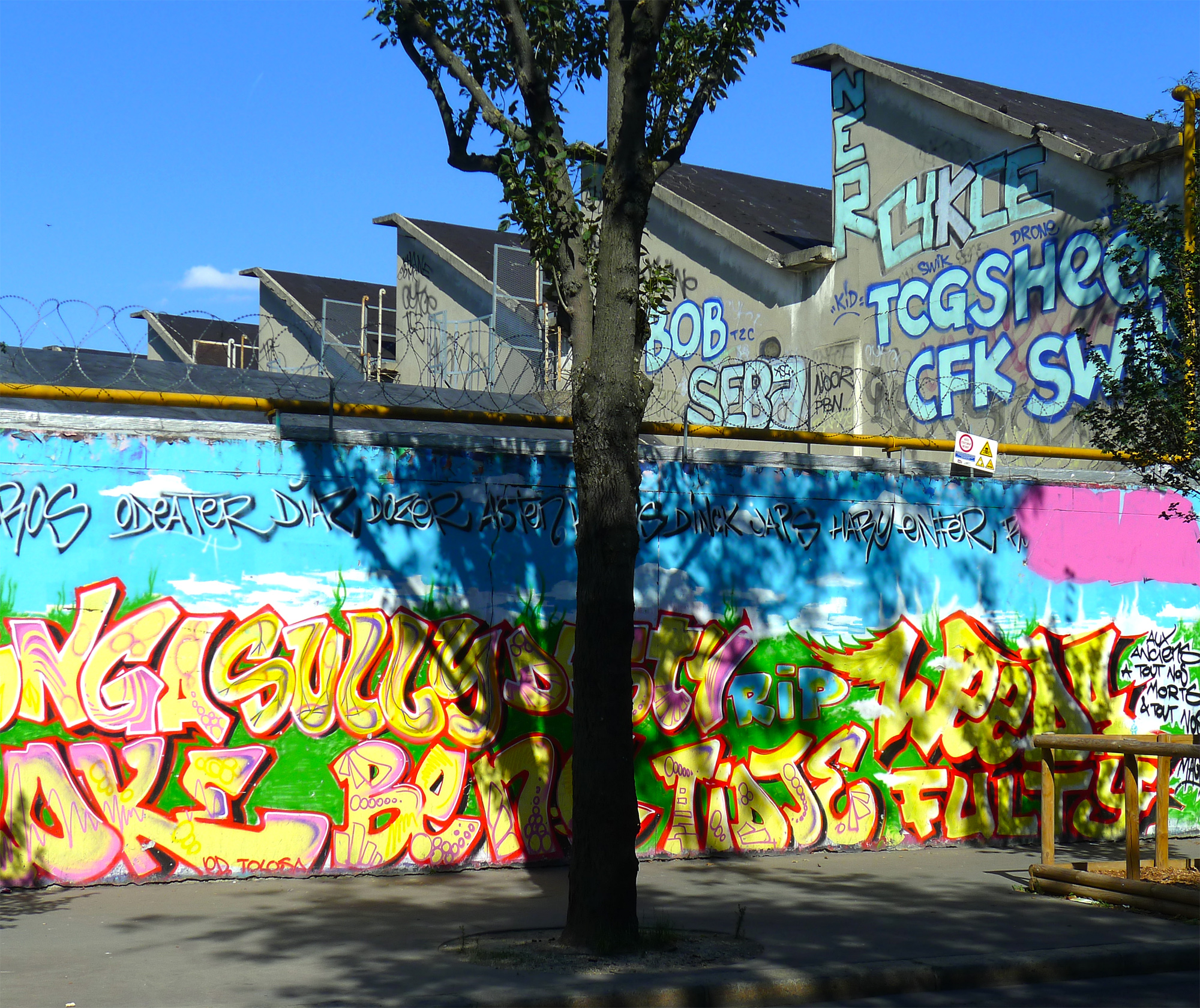
Streetart in der Rue Ordener am Place Louis-Baillot (2015)

## Rue Ordener in der Kultur
Die Rap-Gruppe Svinkels bezieht sich in dem Song Série Noire auf die Rue Ordener:

« Arrivés à Marx Do où la lumière glauque d’un réverbère,

D’vant l’McDo’ s’réverbère dans une flaque d’eau et d’poussière,

Où une p’tite souris termine le burger d’hier,

Non, arrête, y’a notre sauveur qu’est ouvert rue Ordener. »

„Angekommen bei Marx Do, wo das graue Licht einer Laterne schimmert,

McDo’ sich in einer Pfütze aus Wasser und Staub spiegelt,

Wo eine kleine Maus den Burger von gestern beendet,

Nein, hör auf, unser Retter in der Rue Ordener hat geöffnet.“